# Kanadahagtorn
Kanadahagtorn (Crataegus flabellata) är en 3–4 meter hög buske eller träd i släktet hagtornar (Crataegus). Kanadahagtornen känns igen genom att den har särskilt långa tornar; de kan bli över 5 centimeter långa. I maj får arten vita blomkvastar och när frukten kommer så är den mörkröd. Arten härstammar från Nordamerika men förekommer även förvildad i Europa.
Arten förekommer i två varieteter: den vanliga kanadahagtornen (C. f. var. flabellata)  samt häckhagtorn (C. f. var. grayana). Varieteterna skiljs åt genom att bladskaften hos den förra är kala medan den senare har lätt ludna bladskaft; hos den förra är bladflikarna något bakåtböjda, medan den senare tvärtom har bladflikar som är riktade framåt. Även ståndarnas antal och färg skiljer sig åt; var. flabellata har runt 10 ståndare med gula knappar, medan var. grayana har det dubbla antalet ståndare vilkas knappar dessutom är rödaktiga.